# Yarma, Karatay
Yarma là một thị trấn thuộc quận Karatay, tỉnh Konya, Thổ Nhĩ Kỳ. Dân số thời điểm năm 2011 là 1.473 người.